# Aufidus zebrinus
Aufidus zebrinus är en insektsart som först beskrevs av William Lucas Distant 1908.  Aufidus zebrinus ingår i släktet Aufidus och familjen spottstritar. Inga underarter finns listade i Catalogue of Life.